# Henric I, Duce de Guise

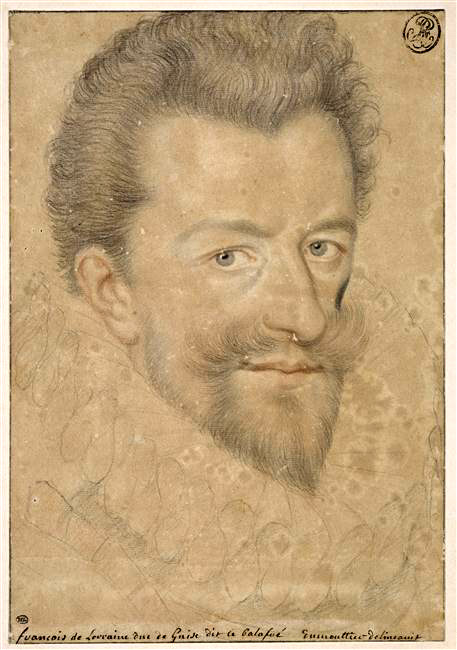
Henry I, Duke of Guise

Henric I, Prinț de Joinville, Duce de Guise, Conte de Eu (31 decembrie 1550 – 23 decembrie 1588) a fost un nobil francez, membru al unei ramurii a Casei de Lorena. 
A fost fiul cel mare al  lui Francisc, Duce de Guise și al Annei d'Este. Bunicii materni au fost Ercole al II-lea d'Este și Renée a Franței. La 4 octombrie 1570, la Paris, s-a căsătorit cu Catherine de Cleves (1548–1633), Contesă de Eu, cu care a avut 14 copii.
La 22 decembrie 1588, Henric și-a petrecut noaptea cu metresa lui, Charlotte de Sauve, membră notorie a grupului de femei spioni ai Ecaterinei de Medici. În dimineața următoare, la castelul Blois, sub pretextul că este chemat de rege, Guise a fost asasinat de garda de corp a regelui, în timp ce Henric al III-lea privea. Fratele lui Guise, Cardinalul Louis al II-lea a fost asasinat în același fel a doua zi. Faptele au stârnit indignare rudelor, Henric al III-lea fiind obligat să se refugieze la Henric de Navara. Regele a fost asasinat anul următor de Jacques Clément, un agent al Ligii Catolice.

## Copii
Henric și Catherine de Cleves au avut 14 copii:
1. Charles, Duce de Guise (1571–1640), care l-a succedat
2. Henri (30 iunie 1572, Paris – 13 august 1574)
3. Catherine (3 noiembrie 1573) (a murit la naștere)
4. Louis al III-lea, Cardinal de Guise (1575–1621), Arhiepiscop de Reims
5. Charles (1 ianuarie 1576, Paris) (a murit la naștere)
6. Marie (1 iunie 1577–1582)
7. Claude, Duce de Chevreuse (1578–1657) căsătorit cu Marie de Rohan, fiica lui Hercule de Rohan, duce de Montbazon
8. Catherine (29 mai 1579), d. tânără
9. Christine (21 ianuarie 1580) (a murit la naștere)
10. François (14 mai 1581 – 29 septembrie 1582)
11. Renée (1585 – 13 iunie 1626, Reims), stareță de Sf. Petru
12. Jeanne (31 iulie 1586 – 8 octombrie 1638), stareță de Jouarre
13. Louise Marguerite, (1588 – 30 aprilie 1631), căsătorită la Castelul Meudon, la 24 iulie 1605 cu François, Prinț de Conti
14. François Alexandre (7 februarie 1589 – 1 iunie 1614), cavaler al Ordinului de la Malta